# Landsforeningen KRIM
Landsforeningen KRIM er en kriminalpolitisk forening. Den blev stiftet ved den stiftende generalforsamling den 9. maj 1967 i disputatsauditorium A på Københavns Universitet. Foreningen hed dengang "Foreningen for human kriminalpolitik". Allerede i efteråret 1967 ses foreningen ofte betegnet blot som "KRIM", som er det navn, den siden har været kendt under. Den har også i en længere årrække været benævnt som KRIM, Kriminalpolitisk Forening. Der opstod gennem årene mindst 3 selvstændige foreninger med navnet KRIM med nogenlunde det samme formål. 9. september 2000 fusionerede de to sidste (KRIM-København og KRIM-Århus), således at der siden denne dato kun har eksisteret "Landsforeningen KRIM". 
Formand for KRIM er advokat Claus Bonnez.
Det var fængselsstraffen, som i det væsentligste var på foreningens dagsorden. Sidst i 60'erne og først i 70'erne kæmpede KRIM for, at de tidsubestemte straffe helt eller delvist blev ophævet. I 1973 blev straffeloven ændret, således at blandt andet flere tidsubestemte straffe blev ophævet. 
Personkredsen omkring KRIM var i foreningens første leveår i vidt omfang studerende og fagfolk inden for fængselsområdet[kilde mangler]. Fra midten af 70'erne og frem til midten af 90'erne var strafafsonere og tidligere strafafsonere toneangivende såvel i bestyrelsen som i medlemskredsen. Der var i KRIM en del konflikter mellem på den ene side de medlemmer, som havde en teoretisk interesse i fængselsforhold, og på den anden side de medlemmer, som selv havde afsonet fængselsstraf. Dette førte blandt andet til, at en del af medlemmerne med teoretisk interesse i emnet i 1978 forlod KRIM og søgte ind i den dengang nystartede Retspolitisk Forening. 
I 1995 begyndte KRIM at drive en retshjælp. Retshjælpen behandlerede i året 2005 2.612 sager. Der er i dag knyttet cirka 25-30 jurastuderende til retshjælpen. I KRIMs sekretariat beskæftiger man sig med kriminalpolitiske emner. KRIM udarbejder høringssvar og deltager i debatten om navnlig fængselsforhold og politiets virksomhed.
KRIMs søsterorganisation i Norge hedder *KROM